# Вулворт-билдинг
Ву́лворт-би́лдинг (англ. Woolworth Building) — небоскрёб в Нью-Йорке, построенный в 1910—1913 годах как штаб-квартира розничной сети F. W. Woolworth Company, позднее принадлежавшей светской львице Барбаре Хаттон. Самое высокое здание мира в 1913—1930 годах. Через сто лет после постройки по-прежнему входит в список пятидесяти высочайших небоскребов США. Высота здания 241 метр (57 этажей), стоимость на момент постройки — 13,5 млн $. На 58 этаже находится площадка для обозрения.
В 1972 году этот небоскрёб был объявлен национальной исторической достопримечательностью. После атаки 11 сентября 2001 года здание находилось без электричества и телефонной связи несколько недель.

## Строительство
Здание Вулворт-билдинг было построено архитектором Кассом Гилбертом, которого Фрэнк Вулворт нанял в 1910 году, чтобы спроектировать новые штаб-квартиры на Бродвее между Park Place и Barclay Street в Нижнем Манхэттене напротив здания городского совета. Первоначально здание планировали сделать 190,5 м в высоту, но, согласно местным законам, его в итоге подняли до 241 метра. Строительство обошлось в 13 500 000 долларов, и Вулворт выплатил эту сумму наличными. В итоге здание Вулворт-билдинг превысило по высоте бывшее на то время самым высоким здание страховой компании Метрополитан Лайф Тауэр высотой 213 метров.
24 апреля 1913 года президент США Вудро Вильсон торжественно открыл небоскрёб, который обошёлся своему хозяину в четырнадцать миллионов долларов, накопленных в буквальном смысле по медяку. В этом грандиозном, высотой в 241 метр, здании размещались офисы более четырёх тысяч самых солидных американских фирм. Смотровую площадку на самом верху небоскреба ежедневно посещали тысячи человек. Практически никто из них не уходил из здания без сувениров, которые продавались в многочисленных магазинах, разместившихся на нижних этажах. «Дом Вулворта» и поныне остается одной из главных достопримечательностей Нью-Йорка.
На церемонии открытия преподобный С. Паркс Кадман назвал здание «собором торговли» из-за его великолепия и схожести с европейскими готическими соборами. Здание оставалось самым высоким в мире в период с 1913 до 1930 до строительства здания Уолл-стрит, 40 и Крайслер-билдинг в 1930 году; обзорная площадка на 58 этаже привлекала посетителей до 1945 года.

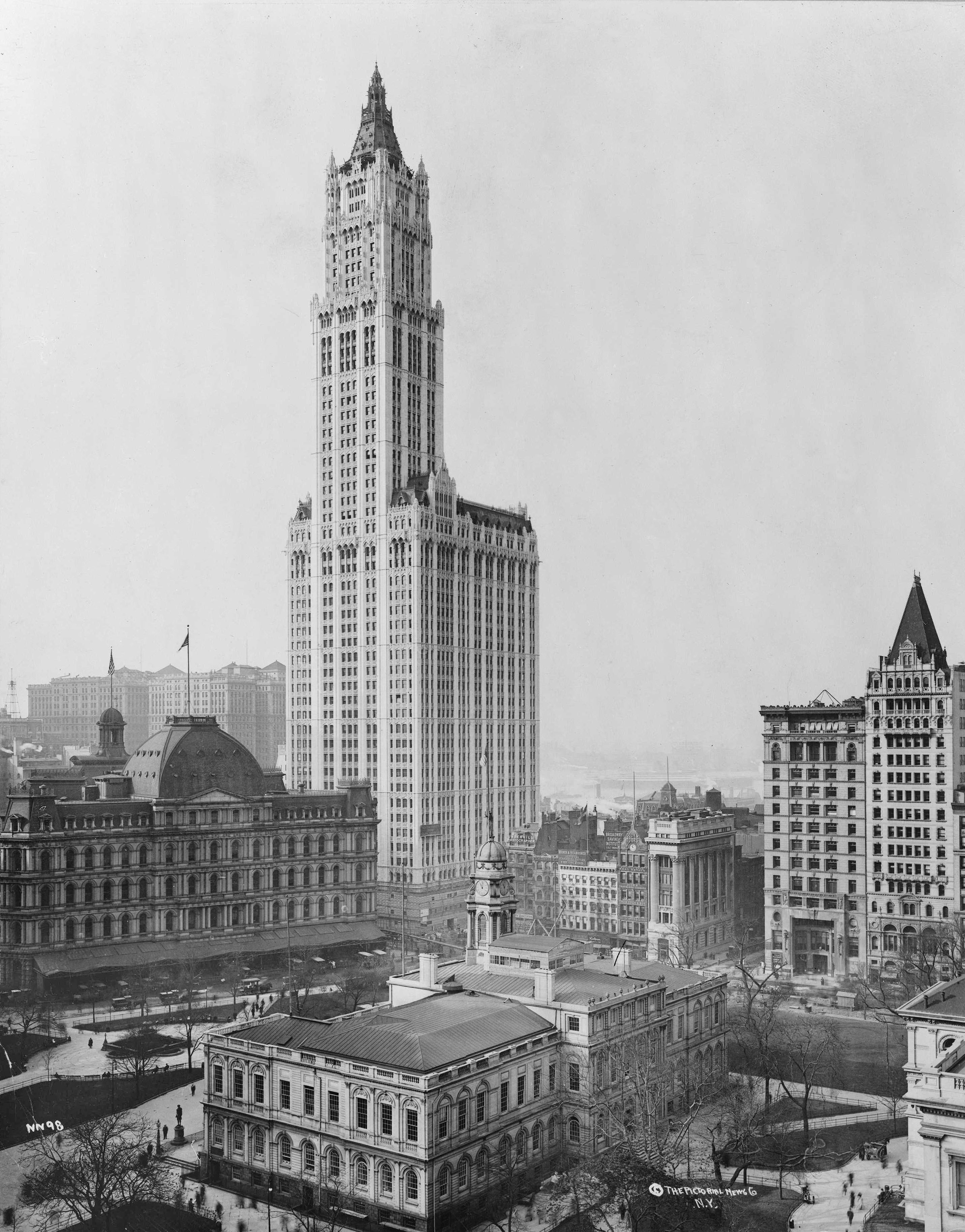
Вулворт-билдинг в 1913 году

Башня здания, выходящая главным входом на Бродвей, возвышается на основании из блоков с узким внутренним двориком для света. Внешние украшения были сделаны из архитектурных терракотовых известняковых панелей. Удачно распланированные колонны идут — без прерывающих их карнизов — прямо до пирамидной вершины и придают зданию его «прямоту», поэтому ньюйоркцы в шутку называют здание «Гордыней Нью-Йорка». Готические акценты сконцентрированы в самой высокой точке и выполнены в крупном масштабе, так что их можно увидеть с улицы в нескольких сотнях метров внизу. В украшенном крестовидном вестибюле есть сводчатый потолок, мозаичные и скульптурные карикатуры на Гилберта и Вулворта. Также в здании сохранен личный кабинет Вулворта из мрамора в стиле французского ампира.
Инженеры Гунвальд Аус и Корт Берле спроектировали стальную раму, поддерживаемую на массивных кессонах, проходящих до основания. Новыми в здании стали высокоскоростные лифты, и скоростная «доставка» от лифта к офису принесла зданию немалый доход. В здании находились офисы банка Ирвинг Траст (Irving Trust) и звукозаписывающая студия компании Columbia Records.
В. В. Маяковский, посетивший Нью-Йорк в 1925 г., упомянул небоскрёб в стихотворении «Барышня и Вульворт»:

Бродвей сдурел.
Бегня и гулево.
Дома
с небес обрываются
и висят.
Но даже меж ними
заметишь Вульворт.
Корсетная коробка
этажей под шестьдесят…

## Здание в XXI веке
Компания Вулворт владела зданием в течение 85 лет вплоть до 1998 года, когда компания Венатор Групп (Venator Group) (ранее известная как компания Ф. В. Вулворт) продала его компании Виткофф Групп (Witkoff Group) за 155 миллионов долларов.
До 2001 года, пока всемирно известные «башни-близнецы» не были уничтожены в теракте, Вулворт-билдинг часто появлялся на фотографиях, запечатленный между первой и второй «башней» знаменитого торгового центра.
После теракта 11 сентября 2001 года на торговый центр, находящий в нескольких кварталах от Вулворт-билдинг, здание осталось без электричества, водоснабжения и телефонной связи на несколько недель, однако это были единственные повреждения от теракта. Усиленные после теракта меры безопасности ограничили доступ к некоторым изысканным помещениям, которые раньше были открыты для туристов.
Огромный ажиотаж вызвало появление на здании символа Бэтмена, появившегося на «плечах» здания ночью 26 октября 2008 года. Особенно хорошо это было видно с Бруклинского моста и многоэтажек, стоявших на побережье. Символ появлялся несколько дней подряд в рамках промокампании фильма «Тёмный рыцарь».
Здание имеет долгие отношения с образовательными учреждениями, так как в XX веке там находилось несколько университетов Фордхэма. Сегодня в здании находятся офисы компании «Контрол Групп инкорпорэйтед» (Control Group Inc), Нью-Йоркская школа продолжающегося и профессионального обучения.

## Влияние
Здание  появилось в фильме Фантастические твари и где они обитают. Там располагается МАКУСА (магическое правительство).
Построенное в 1924 году здание Lincoln American Tower в Мемфисе представляет собой миниатюрную копию Вулворт-билдинг (одна треть высоты манхэттенского здания).